# Gränsbefälhavare
Gränsbefälhavare, befälhavare för en vid gräns posterad styrka. I Haparanda fanns en gränsbefälhavare ända till 1881 års utgång.